# Skånegås
Skånegås är Sveriges största och tyngsta lantrasgås. Skånegåsen kan väga upp till 15 kg och ha en vingbredd på 168 centimeter. Den gamla skånska tamgåsen är relativt snabbvuxen och lättgödd. De är goda ruvare och föräldrar. Förutom brungråa partier på huvud, hals, rygg och lår är fjäderdräkten vit. Det är fullt normalt att brokigheten varierar kraftigt. Skånegåsen är starkt hotad. 2020 fanns cirka 119 skånegäss.
Skånegåsen är en lantras runt orterna Vomb och Hunneberga i Skåne, i södra Sverige. Rasen standardiserades på 1920-talet. År 2011 fanns det 172 registrerade djur i Sverige.

## Beskrivning
Skånegåsen är Sveriges största och tyngsta lantrasgås. Den kan väga upp till 15 kg och ha en vingbredd på 168 centimeter. Skånegåsen liknar pommersk gås, och den härstammar ytterst från grågåsen. Rasen är härdig nog att tillbringa hela året utomhus i södra Sverige. Fjäderdräkten är vit med brungrått huvud, hals, rygg, lår och bakdelsfjädrar. Näbben och benen är orange och näbben har en köttfärgad topp. näbben har en hudfärgad spets. Gåskarlarna väger 7–11 kg, honorna väger 6,5–8 kg, vilket gör den till den största och tyngsta rasen i Sverige. De lägger cirka 20–30 ägg och kan leva i över 30 år. Det gråvita ägget väger 200 g. Rasen är generellt lugn och blir bra föräldrar.

## Historia
Skånegåsen har sin härstamning dels från en gammal svensk lantras, skanörgäss, och till en del från importerade pommerska gäss och dessutom från ett litet inslag av ungerska och ryska gäss.
Första besättning av den nya skånska stamgåsen tillhörde Mårten Olsson, vilken redan 1870 köpte in gäss från byarna Hunneberga och Vomb. Olssons gäss blev upphov till dagens stam av skånegäss och kallas "Harlösa-stammen". Denna avlades medvetet på mycket stora gäss.
På landet var gäss vanliga men även i städerna kunde de finnas. Under 1860-talet hade man torgdagar i Malmö. Detta satte fart på gåshandeln i och med att torgdagarna drog till sig mycket folk.